# Halowe Mistrzostwa Europy w Lekkoatletyce 1980 – trójskok mężczyzn
Trójskok mężczyzn – jedna z konkurencji technicznych rozgrywanych podczas halowych lekkoatletycznych mistrzostw Europy w hali Glaspalast w Sindelfingen.  Rozegrano od razu finał 1 marca 1980. Zwyciężył reprezentant Węgier Béla Bakosi. Tytułu zdobytego na poprzednich mistrzostwach nie bronił Hienadzij Walukiewicz ze Związku Radzieckiego.

## Rezultaty
Rozegrano od razu finał, w którym wzięło udział 15 skoczków.

Opracowano na podstawie materiału źródłowego.
| Poz. | Zawodnik             | Reprezentacja | Próby | Próby | Próby | Próby | Próby | Próby | Wynik |
| Poz. | Zawodnik             | Reprezentacja | 1     | 2     | 3     | 4     | 5     | 6     | Wynik |
| ---- | -------------------- | ------------- | ----- | ----- | ----- | ----- | ----- | ----- | ----- |
| 01 ! | Béla Bakosi          | Węgry         | 16,13 | 16,35 | x     | 16,86 | 16,32 | x     | 16,86 |
| 02 ! | Jaak Uudmäe          | ZSRR          | 16,33 | 16,41 | 16,51 | x     | 16,36 | 15,59 | 16,51 |
| 03 ! | Hennadij Kowtunow    | ZSRR          | 15,93 | 16,29 | 16,34 | 16,30 | 14,68 | 16,45 | 16,45 |
| 4.   | Atanas Czoczew       | Bułgaria      | x     | 15,80 | 16,31 | x     | 16,12 | 16,40 | 16,40 |
| 5.   | Milan Spasojević     | Jugosławia    | 15,95 | 16,13 | 16,19 | 16,26 | 16,38 | 16,29 | 16,38 |
| 6.   | Klaus Kübler         | RFN           | 16,07 | 16,03 | 16,31 | 16,36 | 16,34 | x     | 16,36 |
| 7.   | Ramón Cid            | Hiszpania     |       |       |       |       |       |       | 16,36 |
| 8.   | Olli Pousi           | Finlandia     |       |       |       |       |       |       | 16,31 |
| 9.   | Wolfgang Kolmsee     | RFN           |       |       |       |       |       |       | 16,16 |
| 10.  | Miloš Srejović       | Jugosławia    |       |       |       |       |       |       | 16,13 |
| 11.  | Christian Valétudie  | Francja       |       |       |       |       |       |       | 16,06 |
| 12.  | Zdzisław Hoffmann    | Polska        |       |       |       |       |       |       | 16,03 |
| 13.  | Aleksandr Lisiczonok | ZSRR          |       |       |       |       |       |       | 15,91 |
| 14.  | Bedros Bedrosian     | Rumunia       |       |       |       |       |       |       | 15,74 |
| 15.  | Antonio Corgos       | Hiszpania     |       |       |       |       |       |       | 15,46 |